# OmniROM
OmniROM là một hệ điều hành phần mềm tự do dành cho các điện thoại thông minh và máy tính bảng, dựa trên nền tảng di động Android. Nó đã thu hút một số lượng lớn những người phát triển từ các dự án khác.

## Dự án
Dự án này là sự phản ứng trước sự thương mại hóa của dự án ROM CyanogenMod. Dự án cung cấp các bản ROM dựa trên Android 4.4 (KitKat) để thử nghiệm, bao gồm hỗ trợ cho chiếc Galaxy Note II. Các thiết bị khác được hỗ trợ bao gồm Galaxy Note, Galaxy S3, Galaxy S4, Nexus 4, Nexus 5, Nexus 7, LG Optimus G, Galaxy S2, HTC One (2013), Oppo Find 5, Sony Xperia T, HTC Explorer, và Lenovo A6000.
Những người phát triển chính tham gia vào dự án: Guillaume Lesniak, Max Weninger, Humberto Bomba, Hernán Castañón, Jake Whatley, Dees Troy.
Kể từ tháng 6 năm 2015, các bản phát hành Android 5.1.1 dựa trên Android Lollipop được phát hành cho Asus Transformer Pad, Asus Transformer Pad Infinity, Nexus 4, Nexus 5, Nexus 6, Nexus 7, Nexus 10, Oppo Find 7/7a, OnePlus One, Sony Xperia Z và Sony Xperia ZL.